# Fighting Through
Fighting Through er en amerikansk stumfilm fra 1919 af Christy Cabanne.

## Medvirkende
- E. K. Lincoln som Robert Carr
- Spottiswoode Aitken som DuBrey Carter
- Millicent Fisher som Maryland Warren
- Frederick Vroom som Braxton Warren
- Helen Dunbar som Mrs. Warren